# جاناتان بریسون
جاناتان بریسون (انگلیسی: Jonathan Brison؛ زادهٔ ۷ فوریهٔ ۱۹۸۳) بازیکن فوتبال اهل فرانسه است که در پست مدافع بازی می‌کرد.
از باشگاه‌هایی که در آن بازی کرده‌است می‌توان به باشگاه فوتبال سن-اتین و باشگاه فوتبال نانسی اشاره کرد.